# Viggo Brun
Viggo Brun, född 13 oktober 1885 i Lier, död 15 augusti 1978 i Drøbak, var en norsk matematiker.
Brun var från 1924 professor vid tekniska högskolan i Trondheim, från 1946 i Oslo. Han utförde framstående bidrag inom teorin för primtalens fördelning.
Bruns sats och Bruns konstant är uppkallade efter Brun.